# Auguste Dorothea von Braunschweig-Wolfenbüttel (1666–1751)

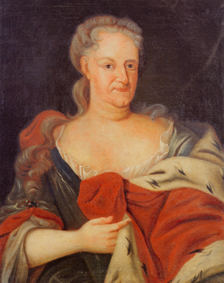

Auguste Dorothea von Braunschweig-Wolfenbüttel (* 16. Dezember 1666 in Wolfenbüttel; † 11. Juli 1751 auf Schloss Augustenburg bei Arnstadt) war eine Tochter des Herzog Anton Ulrich von Braunschweig-Wolfenbüttel und dessen Frau Juliane von Holstein-Norburg.

## Leben
Auguste Dorothea heiratete am 7. August 1684 in Wolfenbüttel den Grafen Anton Günther II. von Schwarzburg-Sondershausen. Dieser wurde 1697, gemeinsam mit seinem Bruder Christian Wilhelm in den Reichsfürstenstand erhoben, führte diesen Titel offiziell jedoch erst ab 1709. Er nahm seine Residenz im heute nicht mehr existenten Wasserschloss Neideck in Arnstadt.
Sie bekam im Jahr 1699 von ihrem Gemahl ein Grundstück geschenkt, auf dem sie bis 1710 das Schloss Augustenburg errichten ließ, das nur etwa 50 Jahre gestanden hat. Sie legte dort eine große Sammlung an, in der sich Gegenstände aus Porzellan, Gemälde, Schmuck und weitere kunsthandwerkliche Erzeugnisse befanden. Als Graf Anton Günther 1716 verstarb, verbrachte sie ihre Witwenzeit (35 Jahre) damit, auf der heute nicht mehr existierenden Augustenburg zusammen mit ihren Hofdamen das berühmte Puppenkabinett „Mon plaisir“ zu erschaffen. Dabei handelt es sich um die Nachbildung einer barocken Residenzstadt im Miniaturformat, in der das höfische Leben, aber auch das Markttreiben und die Handwerksbetriebe dargestellt werden. Dieses wird heute mit rund 400 Figuren und 2600 Inventarteilen in 82 Stuben im Arnstädter Neuen Palais gezeigt. Viele der Figuren und keramischen Erzeugnisse dieser Puppenstadt stammen aus der Fayencemanufaktur in Dorotheental, die auf Wunsch der Fürstin in der Nähe von Augustenburg gegründet worden war. Auguste Dorothea investierte in rund fünfzig Jahren ihr gesamtes Vermögen in diese Sammlung, vor allem in die Ausstattung von „Mon paisir“, und hat bei ihrem Tod 1751 hohe Schulden hinterlassen.
Wie ihr Vater wurde sie katholisch, umgab sich mit Priestern und Nonnen und legte sich in ihrem Schloss ein kleines Privatkloster an. Sie wurde in der Kirche im Ursulinenkloster Erfurt beigesetzt.

## Geschwister
- August Friedrich (1657–1676)
- Elisabeth Eleonore (1658–1729) ⚭ mit Johann Georg von Mecklenburg, 1681 ⚭ mit Bernhard I. von Sachsen-Meiningen
- Anna Sophie (1659–1742) ⚭ mit Karl Gustav von Baden-Durlach
- August Wilhelm (1662–1731)
- Henriette Christine (1669–1753), Äbtissin von Gandersheim
- Ludwig Rudolf (1671–1735) ⚭ mit Christine Luise von Oettingen-Oettingen

Sowie mehrere Geschwister die im Kleinkindalter verstarben: Leopold August (1661–1662), August Heinrich (1663–1664), August Karl (*/† 1664), August Franz (1665–1666), Amalia Antonia (*/† 1668) und Sibylle Rosalia (1672–1673)